# Цзилинь-1

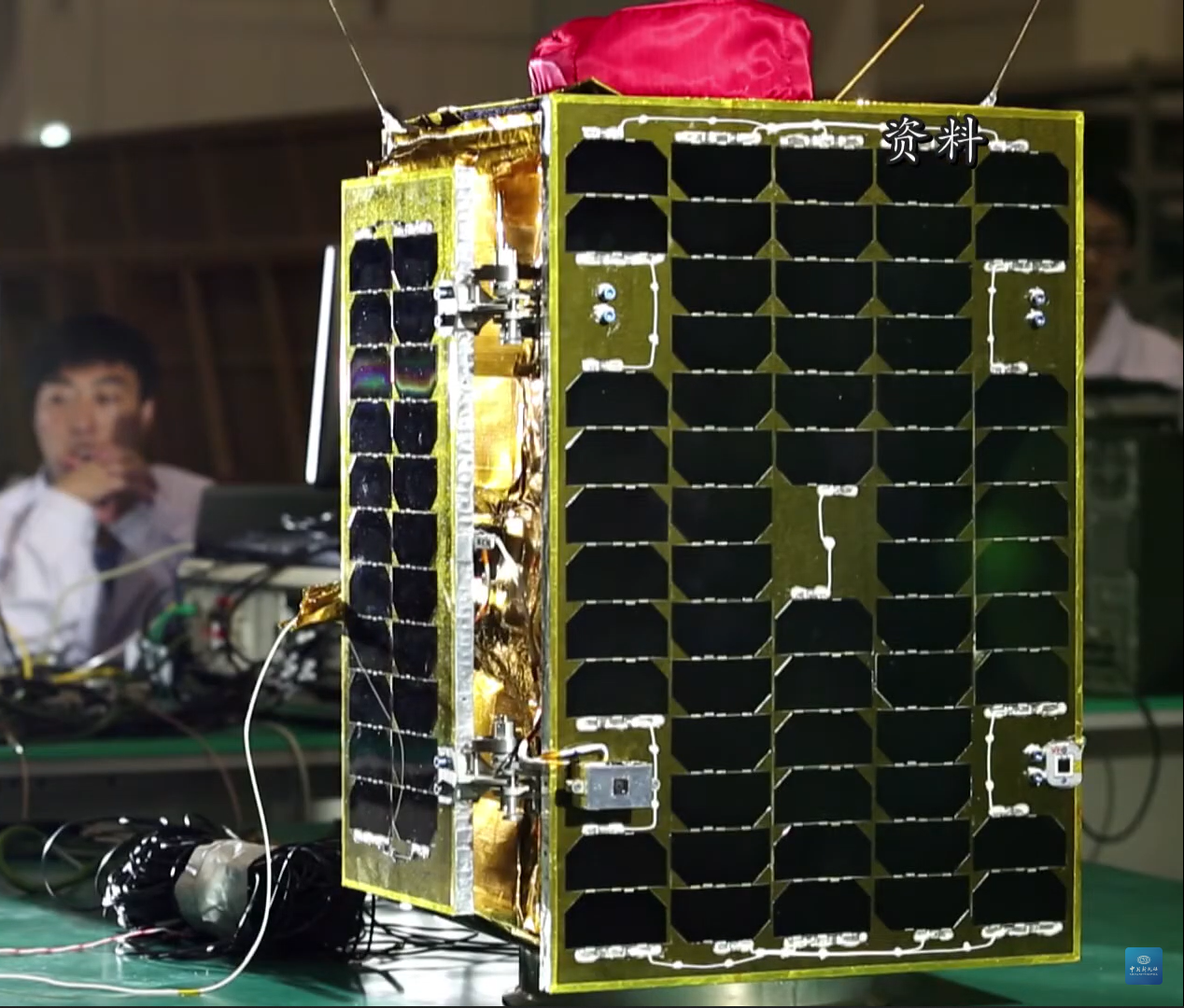
Аппарат типа «Цзилинь-1 Шипинь» на испытаниях

Цзилинь-1 (кит. трад. 吉林一號, упр. 吉林一号, пиньинь Jí Lín Yī Hào, англ. Jilin-1) — первая созданная в Китае коммерческая спутниковая система для дистанционного зондирования Земли. Разработчиком и оператором спутниковой группировки «Цзилинь-1» является спутниковая техническая компания «Чангуан» (кит. 长光卫星技术有限公司, англ. Chang Guang Satellite Technology), подразделение Чанчуньского института оптики, точной механики и физики. Название системы происходит от провинции Цзилинь, где расположена компания.

## История
Разработка спутников «Цзилинь-1» началась в декабре 2012 г., в апреле 2014 г. проект получил государственное одобрение. После того, как в ноябре 2014 г. Госсовет КНР допустил частные компании к построению гражданской космической инфраструктуры, была создана спутниковая техническая компания «Чангуан». К проекту присоединился также Харбинский политехнический университет — одно из ведущих высших учебных заведений КНР. Предполагалось построение к 2030 году группировки, включающей 138 КА, что позволит получать информацию о любой точке в течение 10 минут. В 2022 году было объявлено о планах расширения группировки до 300 спутников.
Первый запуск экспериментальных спутников семейства «Цзилинь-1» состоялся 7 октября 2015 года, когда с космодрома Цзюцюань ракетой-носителем Чанчжэн-2D, были выведены на круговую орбиту высотой 652 км четыре аппарата трёх разных типов. Самый крупный из них, получивший обозначение GX-A, был традиционным спутником детальной фотосъёмки массой 420 кг, оснащённым длиннофокусным объективом, позволяющим фотографировать полосу шириной 11.6 км с разрешением около 0.7 метра при панхроматической съёмке и около 3 метров при съёмке в трёх цветных каналах. В той же группе был выведен малый спутник, обозначенный как JY или LQ, имеющий массу 57 кг и позволявший получать цветные снимки с разрешением около 4.8 метра в полосе 9.6 км. Эти два типа аппаратов не получили дальнейшего развития в рамках группировки «Цзилинь-1». Ещё два спутника, обозначенные как SP01 и SP02 (от кит. трад. 视频, пиньинь shìpín, буквально: «видео»), имевшие массу 92 кг и предназначенные для видеосъемки площади 4,33×2.34 км с разрешением 1.13 м и частотой 10 или 25 кадров в секунду, стали основой для следующих аппаратов системы «Цзилинь-1». Впоследствии для системы «Цзилинь-1» были созданы ещё несколько типов спутников ДЗЗ различного назначения. К середине 2023 года различными ракетами-носителями было запущено 135 спутников «Цзилинь-1» разных типов, четыре из которых потеряно при запуске. При этом компания «Чангуан» относила к своей группировке только 108 аппаратов. По состоянию на ноябрь 2024 года в составе группировки насчитывалось 117 спутников.

## Спутники «Цзилинь-1»
По мере развёртывания системы в семействе «Цзилинь-1» появлялись новые типы аппаратов, предназначенные для разных видов спутниковой съёмки и оснащенные разными типами камер. Спутники разного назначения отличаются по возможностям, конструкции, габаритам, массе.

### Видеосъёмка
Первые аппараты коммерческой группировки «Цзилинь-1», имевшие обозначение SP (кит. упр. 视频, пиньинь shìpín, палл. Шипинь, буквально: «видео») или Video, были построены на основе экспериментальных спутников SP01 и SP02. Спутник SP3 отличался от прототипов приёмной матрицей бо́льшего размера и меньшей высотой орбиты, что позволило улучшить разрешение до 0.92 метра при попадающей в кадр площади 11×4.5 км. При этом частота видеосъемки была снижена до 5 или 10 кадров в секунду, чтобы уменьшить требования к каналу связи для передачи изображений. Конструкция следующих спутников этого типа, от SP04 до SP08, была существенно изменена. Масса аппаратов увеличилась до 208 кг, на них устанавливалось две камеры с перекрывающимся полем зрения, что позволило увеличить ширину снимаемой полосы до 19 км. Съемка могла вестись как в панхроматическом режиме, так и в пяти цветных каналах. На последних трёх аппаратах этой модификации (SP06 — SP08) была увеличена также скорость канала передачи информации. Спутники типа «Цзилинь-1 Шипинь» запускались на орбиту в 2017—2018 годах.

### Гиперспектральная съёмка
В 2019 году были запущены два аппарата семейства «Цзилин-1», обозначаемые как GP (кит. упр. 光谱, пиньинь Guāngpǔ, палл. Гуанпу, буквально: «спектр») или Spectrum и предназначенные для гиперспектральной съемки. Они осуществляют съемку в 26 спектральных каналах с разрешением 5 метров в полосе шириной 110 километров. Отдельная инфракрасная камера ведёт съемку в 6 каналах на разных длинах волн с разрешением от 100 до 150 метров.

### Высокое разрешение
Спутники семейства «Цзилинь-1», предназначенные для получения снимков с разрешением лучше 1 метра получили обозначение GF (кит. упр. 高分, пиньинь Gāo fēn, палл. Гаофэнь, буквально: «высокое разрешение») или High Resolution. Построено и запущено несколько типов спутников «Цзилинь-1 Гаофэнь», отличающихся конструкцией и возможностями:
- Аппараты типа GF-02, имеющие массу около 250 кг и обеспечивающие съёмку полосы шириной более 40 км при разрешении 0.75 метра в панхроматическом режиме[12] запускались в 2019—2021 годах, запущено 6 спутников, два из них потеряны при аварии носителя[13].
- Тип GF-03, ставший самым массовым в семействе «Цзилинь-1», напоминает по характеристикам аргентинские спутники ДЗЗ ÑuSat, он имеет массу около 40 кг ведёт съемку в полосе 18.5 километров с разрешением около 1 метра при пахроматической съемке и 4.25 метра в нескольких спектральных полосах[3]. С 2019 по 2023 год было запущено 64 спутника типа GF-03[14].
- Тип GF-04 при массе 95 кг обеспечивает разрешение лучше 0.5 метра в пахроматическом режиме и четырёх спектральных полосах при съемке в полосе 15 км[15]. По состоянию на 2024 год был запущен один спутник этого типа и ещё один потерян из-за аварии носителя[16].
- Тип GF-05, массой 185 кг, относится к аппаратам сверхвысокого разрешения, официально заявленные возможности — разрешение лучше 0.5 метра в полосе свыше 13 км, при презентации спутника этого типа называлось также разрешение лучше 0.2 метра. Аппараты используют лазерный высоскоростной канал связи для передачи информации на Землю и электрореактивные двигатели для поддержания орбиты[8]. По состоянию на 2024 год запущено 2 спутника этого типа[17].
- Тип GF-06, лёгкие спутники массой около 20 кг, обеспечивающие разрешение 0.75 м в панхроматическом и около 3 метров в мультиспектральном режиме при съемке в полосе 18 км. В 2023 году было запущено 30 спутников этого типа[18].

### Широкополосная съемка
Спутники, семейства «Цзилинь-1», способные осуществлять съемку с широкой полосой захвата изображения и с разрешением менее 1 метра получили обозначение KF (кит. упр. 宽幅, пиньинь Kuān fú, палл. Куаньфу, буквально: «широкий») или Wideband.
- Спутники типа KF-01 c трёхзеркальной оптической системой имели массу около 1250 кг и обепеспечивали съемку полосы шириной более 150 км с разрешением 0.5 м в пахроматическом диапазоне и 2.0 м в мультиспектральном[19][20]. В 2020—2022 годах запущено три спутника этого типа[21].
- Тип KF-02, пришедший на смену KF-01, при пятикратном сокращении массы (до 230 кг) сохранил, по заявлению производителя, все возможности предшествующего типа[22]. В 2023—2024 годах запущено 7 спутников типа KF-2[23].

### Метеорологические наблюдения
Спутники типа «Цзилинь-1 Хунвай» (кит. упр. 红外, пиньинь hóng wài, буквально: «инфракрасный»), изготовлены совместно с Тяньцзиньской космической научно-технической компанией «Юньяо», специализирующейся на зондировании атмосферы Земли с помощью отраженных сигналов систем спутниковой навигации. Аппараты типа «Цзилинь-1 Хунвай» предназначены для мониторинга земной атмосферы и океана и оснащены как средствами приема отраженных сигналов ГНСС, так и камерами ИК-диапазона. В 2022—2023 годах было запущено 8 спутников этого типа.

### Прочие
Было построено и запущено несколько других типов аппаратов «Цзилинь-1», такие как:
- Спутник радиолокационного наблюдения «Цзилинь-1 SAR»[27].
- Спутники «Цзилинь-1 Пинтай» (кит. упр. 平台, пиньинь píng tái, буквально: «платформа»), вероятно экспериментального назначения, со средствами лазерной связи и высокоскоростной обработкой изображений на борту[8].
- Серия из нескольких малых аппаратов «Цзилинь-1 Мофан» (кит. упр. 魔方, пиньинь Mó fāng, буквально: «магический куб»), изготовленных по технологии кубсатов[28][29].